# Theales
Le Teali (Theales Bercht. & J.Presl, 1820) sono un ordine della classe delle Magnoliopsida riconosciuto dallo schema tassonomico tradizionale del Sistema Cronquist.
La classificazione APG IV (2016) non riconosce questo raggruppamento e assegna le famiglie in esso comprese all'ordine Ericales.

## Tassonomia
Secondo il Sistema Cronquist l'ordine comprende le seguenti famiglie:
- Actinidiaceae
- Caryocaraceae
- Clusiaceae
- Dipterocarpaceae
- Elatinaceae
- Marcgraviaceae
- Medusagynaceae
- Ochnaceae
- Oncothecaceae
- Paracryphiaceae
- Pellicieraceae
- Pentaphylacaceae
- Sarcolenaceae
- Scytopetalaceae
- Sphaerosepalaceae
- Tetrameristaceae
- Theaceae
- Quiinaceae